# Grive de Crossley
Geokichla crossleyi
Pour les articles homonymes, voir Crossley.
Espèce
Synonymes
- Zoothera crossleyi (protonyme)

Statut de conservation UICN

 LC  : Préoccupation mineure
La Grive de Crossley (Geokichla crossleyi) est une espèce de passereaux de la famille des Turdidae.
Son nom est dédié à l'explorateur britannique Alfred Crossley (en) (1839–1877).

## Habitat
Elle vit dans les forêts de haute altitude.
Elle est menacée par la perte de son habitat.

## Répartition et sous-espèces
D'après Alan P. Peterson, il en existe 2 sous-espèces :
- Zoothera crossleyi crossleyi (Sharpe) 1871 — Grassland (Cameroun) et sud de la République du Congo ;
- Zoothera crossleyi pilettei (Schouteden) 1918 — vallée de la Semliki & ouest des monts Itombwe (en).